# Separate but equal
Separate but equal (engl. für „getrennt, aber gleich“) galt in den Vereinigten Staaten als sozialer und juristischer Grundsatz, der von 1896 bis 1964 in den Südstaaten den als Rassentrennung bezeichneten Umgang mit der afroamerikanischen Minderheit und das Verhältnis zwischen den beiden wichtigsten Bevölkerungsgruppen definierte. Diesem Grundsatz zufolge wurden für weiße und schwarze Amerikaner in vielen Bereichen des Lebens vergleichbare Einrichtungen oder Dienstleistungen zur Verfügung gestellt, die jedoch hinsichtlich ihrer Nutzung strikt nach der Hautfarbe getrennt waren, was als Ausprägung einer Politik der Segregation gilt.

## Historische Aspekte

Gesetzliche Regelung der Rassentrennung in der Schulbildung in den Vereinigten Staaten vor 1954

Der Grundsatz separate but equal wurde 1896 durch die Entscheidung des Obersten Gerichtshofs im Fall Plessy v. Ferguson legalisiert. In diesem Urteil erklärte das Gericht ein Gesetz für rechtmäßig, das im Bundesstaat Louisiana getrennte Abteile in Eisenbahnzügen für Weiße und Schwarze vorschrieb. Das Urteil im Fall Cumming v. Richmond County Board of Education drei Jahre danach legitimierte die Rassentrennung auch in öffentlichen Schulen.
In der Folgezeit betraf die Bereitstellung getrennter Einrichtungen für Weiße und Schwarze weite Bereiche des öffentlichen Lebens in den Südstaaten der USA, so beispielsweise Schulen und Hochschulen, Krankenhäuser, öffentliche Transportmittel oder hygienische Einrichtungen wie Wasserspender und öffentliche Toiletten. Obwohl durch den Grundsatz „getrennt aber gleich“ offiziell vorgeschrieben war, dass die Leistungen für Weiße und Schwarze hinsichtlich Umfang und Qualität gleich sein sollten, waren sie es in der Realität in der Regel nicht. So erhielten Schulen für schwarze Kinder in der Regel deutlich weniger staatliche Mittel als Schulen für weiße Kinder. Der ursprüngliche Gerichtsbeschluss sah keine Strafen für den Fall vor, dass die getrennten Einrichtungen nicht gleichwertig waren, ebenso wenig wie Vorgaben dazu, wer diesen Zustand überprüfen sollte.
Der Einsatz gegen separate but equal war ein zentraler Bestandteil der Bürgerrechtsbewegung der 1950er und 1960er Jahre. Durch die Entscheidungen des Obersten Gerichtshofes in den Fällen Brown v. Board of Education und Bolling v. Sharpe wurde 1954 schließlich die Rassentrennung in öffentlichen Schulen in allen Bundesstaaten einschließlich des Bundesdistrikts Washington, D.C. für verfassungswidrig erklärt. Damit war der Grundsatz separate but equal zumindest offiziell abgeschafft, auch wenn die Umsetzung in der Praxis auf zähen Widerstand im Süden  stieß.
Endgültig abgeschafft wurde die Rassentrennung in den USA durch den im Juli 1964 von US-Präsident Lyndon B. Johnson unterzeichneten Civil Rights Act of 1964.